# 커미셔너스 공로상
커미셔너스 공로상(Commissioner's Historic Achievement Award)은 메이저 리그 베이스볼의 야구 커미셔너가 야구에서 '큰 영향'을 준 단체 혹은 개인에게 수여하는 상이다. 매년 수여되지 않고, 상 수여는 커미셔너의 재량이다. 이 트로피는 원통형의 은 기둥 위에 금 야구공으로 되어 있고, 티파니가 만들었다. 이 상은 커미셔너 버드 셀릭에 의해서 11번 수여되었는데, 선수들에게 9번, 팀에게 1번, 그리고 1번 선수가 아닌 신분의 사람에게 주어졌다. 마크 맥과이어와 새미 소사는 1998년 메이저 리그 베이스볼 홈런 기록 경쟁에서의 공로로 처음으로 이 상을 수여 받았다. 가장 최근의 수상자는 레이첼 로빈슨 (2007) 으로, 재키 로빈슨 재단을 설립한 공로로 받았으며, 첫 여성 수상자이자 처음으로 선수가 아닌 사람에게 주어졌다. 2001년, 시애틀 매리너스는 알렉스 로드리게스가 텍사스 레인저스로 이적한 이후에 한 시즌 116승 46패의 기록으로 상을 수상했다. 로베르토 클레멘테는 2006년 수상자로, 사후에 수여된 유일한 유일한 선수이다. 그의 상은 그의 부인, 베라가 대리 수상했다.

## 참조
일반
- “커미셔너스 공로상”. 메이저 리그 베이스볼. 2009년 9월 24일에 확인함.

주석
1. ↑  “About Tiffany & Co.: Tiffany & Co. Sports Trophies”. 티파니. 2010년 2월 27일에 원본 문서에서 보존된 문서. 2009년 9월 26일에 확인함.